# Титов, Василий Поликарпович
Васи́лий Тито́в (также Василий Поликарпович Титов, настоящие имя и фамилия Василий Титович Коробов; ок. 1650 — 1709) — русский певчий и композитор, один из крупнейших мастеров партесного стиля.

## Биография
Точных данных о датах рождения и смерти Титова нет. Предполагается, что композитор родился около 1650 года. В 1678 году он впервые упоминается как певчий в Хоре Государевых певчих дьяков. Вероятно, уже к середине 1680-х Титов был достаточно известен как композитор, так как «Псалтирь рифмотворная» (сборник трёхголосных обработок Псалтири Симеона Полоцкого), над которой Титов работал в 1682—1687 годах (по другим данным: в 1680 году, после 1682 года, во 2-й половине 1680-х годов), была опубликована в 1687 году. Приблизительно в то же время Титов стал певчим в хоре Ивана V и оставался на этой должности вплоть до роспуска хора в 1698 году. Дата смерти Титова, установленная Н. Ю. Плотниковой - 1709 год. Таким образом, созданное в 1709 году одно из вершинных произведений композитора — хоровой концерт на 12 голосов «Рцы нам ныне», в честь победы в Полтавской битве, оказывается одним из его последних сочинений.

## Творчество
Титов — один из важнейших последователей Николая Дилецкого. Он в совершенстве владел композиторской техникой партесного пения, был одним из мастеров хоровой музыки данного направления. Был широко известен в своё время как мастер духовной музыки: его перу принадлежат многочисленные многоголосные концерты и музыка Служб Божиих (от 3 до 24 партий в произведении), канты и другие произведения в стилистике партесного пения, среди которых стихиры, задостойники, причастные стихи. Композиторское мастерство и обширная педагогическая деятельность Титова в Москве и Свияжске способствовали широкой известности его сочинений вплоть до конца XVIII века.  Ему даже приписывали произведения других композиторов, как это произошло с 12-голосным предначинательным псалмом (псалмом 103), который долгое время считался сочинением Титова. Однако псалом принадлежит Андрею Гаврилову (Гавриловичу), протодьякону Ростовскому, в то время как Титовым написаны иные песнопения Всенощного бдения. Ныне музыка Титова входит в репертуар концертных хоровых коллективов, в храмах звучит его «Большое многолетие».